# 瑪麗亞·克普克
瑪麗亞·克普克（Maria Koepcke，1924年5月15日—約1971年12月24日）是一位德國鳥類學家，以其對新熱帶界鳥類物種的研究工作而聞名。克普克在南美洲鳥類學領域享有很高的聲譽，她的研究至今仍時常被引用。為了紀念她的成就，有四種秘魯鳥類物種及一種秘魯蜥蜴物種以她及其丈夫的姓氏命名。

## 生平
瑪麗亞·埃米莉·安娜·馮·米庫利茲-拉德茨基（Maria Emilie Anna von Mikulicz-Radecki）於1924年5月15日出生於德國薩克森萊比錫，她的父親是婦科學家菲利克斯·馮·米庫利茲-拉德茨基（Felix von Mikulicz-Radecki），而母親則是凱特·芬森漢根（Käthe Finzenhangen）。
克普克自她年輕時就已投身於動物方面的研究。在1949年，科普克從基爾大學獲得了動物學博士學位。並在其就學期間遇見了她未來的丈夫也同時是動物學學生的漢斯-威廉·克普克。在獲得學位後，兩人前往秘魯研究當地的鳥類和其他野生動物，並於1950年在該地結婚。他們居住在利馬的米拉弗洛雷斯（Miraflores），並管理着一個名為「卡薩·洪堡特」（Casa Humboldt）的遊客中心，並也同時是他們的家，直到1967年關閉。克普克夫婦的唯一孩子朱利安娜·克普克於1954年在利馬出生。
克普克在1971年時因秘魯國家航空508號班機在秘魯叢林墜毀而去世。1971年12月24日，她和朱利安娜搭乘該班機前往普卡爾帕打算和她丈夫漢斯-威廉一起度過聖誕節，當時她的丈夫正在那裡工作。飛機在暴風雨中遭遇閃電擊中而墜毀，在墜毀過程中就已經跟其女兒分開。後來在搜索中確定在墜毀當時克普克已受重傷，幾天後因傷勢過重而去世。茱莉安娜是這次空難中的唯一倖存者，她從從10000英尺的高空中墜落，但似乎因為綁在座位上，而減輕了她的著地衝擊。儘管已经受傷且沒有食物，但她在雨林中徒步了十一天後獲救而生還。
在去世前，克普克是國立聖馬爾科斯大學附屬的其中一間自然歷史博物館主任，同時也是德國鳥類學家協會的成員。漢斯-威廉和茱莉安娜在她死後分別在1974年及1972年都離開了秘魯並回到德國。漢斯-威廉在漢堡生活，擔任漢堡大學的動物學教授，直至2000年去世。而茱莉安娜則在基爾大學攻讀動物學，並成為了一位專門研究蝙蝠的哺乳動物學家。

## 學術成就
克普克在26歲時於1950年搬到秘魯利馬，在哈維爾·普拉多博物館（Javier Prado museum）工作。她與丈夫一起在該地區進行探險，並在該地收集了1500多個標本，在1954—1971年間描述了14個分類單元並親手繪製了許多插圖。她所描述的新物種包括白頰傘鳥、草黃腹針尾雀和仙人掌卡納雀等。
後續以她或其丈夫為名的物種有：
- 庫柏克氏鳴角鴞（英语：Koepcke's screech owl） Megascops koepckeae (Hekstra, 1982)
- 庫柏克氏隱蜂鳥 Phaethornis koepckeae Weske & Terborgh, 1977
- 庫柏克氏毛鼻蝙蝠（英语：Koepcke's hairy-nosed bat） Mimon koepckeae Gardner & Patton, 1972[7]
- 秘魯酋長鳥（英语：Selva cacique） Cacicus koepckeae Lowery & O'Neill, 1965
- 席拉鳳冠雉（英语：Sira curassow） Pauxi koepckeae Weske & Terborgh, 1971[8]
- 弗氏鬣蜥（英语：Microlophus koepckeorum） Microlophus koepckeorum (Mertens, 1956)[9]（同時以兩人命名）